# اوراجارفي
اوراجارفي هي بحيرة متوسطة الحجم في منطقة تجمعات المياه الرئيسية كيميجوكي في فنلندا. وهي موجودة في بلدية سودانكيلا، في منطقة لابلاند الشرقية.
اوراجارفي هي أيضا القرية التي هي عبارة عن أجزاء: اوراكيلا، هيرفياكورو، فاليسافنتو، تيبساننيمي وانهيبتانتس . تقع قرية اوراجارفي 20 كم إلى الشرق والجنوب من سودانكيلا. كذلك بحيرة اوراجارفي تقع هناك.
وعلاوة على ذلك هناك 3 بحيرات اوراجارفي أخرى في فنلندا، في بلديات بيللو، يوفاسكولا وإسبو.